# Peone (figlio di Endimione)
Peone (in greco antico: Παιών?, Paiṑn) è un personaggio della mitologia greca. Fu principe della città di Elis ed eponimo della Peonia.
Era figlio di Endimione e di una ninfa Naiade o di una donna mortale sul cui nome non c'è accordo tra gli autori (Ifianassa, Asterodia, Cromia o Iperippe). A volte gli è attribuita una figlia, Fanosira, sposa di Minia.

## Mitologia
Suo padre, il re di Elis, per decidere a quale dei propri figli lasciare il regno, organizzò una gara a Olimpia il cui vincitore fu Epeo, che così regnò fino alla morte. Peone, contrariato per la sconfitta, andò in esilio recandosi in una regione (in seguito chiamata Peonia) oltre il fiume Assio e i suoi discendenti presero il nome di Peoni.